# (15453) Brasileirinhos
(15453) Brasileirinhos – planetoida z grupy pasa głównego planetoid okrążająca Słońce w ciągu 4 lat i 350 dni w średniej odległości 2,91 j.a. Została odkryta 12 grudnia 1998 roku w obserwatorium w Meridzie przez wenezuelskiego astronoma Orlando Naranjo. Nazwa planetoidy pochodzi od słowa brasileirinhos oznaczającego młodzi Brazylijczycy. Została wybrana przez zwycięzców trzeciej edycji konkursu Grande Desafío zorganizowanego przez Museu Exploratorio de Ciencias of the Universidade Estadual de Campinas w celu wspierania brazylijskich studentów w ich wysiłkach zmierzających do osiągnięcia wysokich wyników w nauce. Przed nadaniem nazwy planetoida nosiła oznaczenie tymczasowe (15453) 1998 XD96.